# Peritrichia abdominalis
Peritrichia abdominalis är en skalbaggsart som beskrevs av Hermann Burmeister 1844. Peritrichia abdominalis ingår i släktet Peritrichia och familjen Melolonthidae. Inga underarter finns listade i Catalogue of Life.